# Ramljane
Ramljane est un village situé dans le comitat de Šibenik-Knin, en Croatie. Le village comptait 124 habitants au recensement de 2001.